# HMS Lapwing (U62)
«Лепвінг» (англ. HMS Lapwing (U62) — військовий корабель, шлюп типу «Модифікований Блек Свон» Королівського військово-морського флоту Великої Британії за часів Другої світової війни.
Шлюп «Лепвінг» був закладений 17 грудня 1941 року на верфі компанії Scotts Shipbuilding and Engineering Company у Гріноку. 16 липня 1943 року він був спущений на воду, а 21 березня 1944 року увійшов до складу Королівських ВМС Великої Британії.
Корабель взяв активну участь у бойових діях на морі в Другій світовій війні, бився у Північній Атлантиці, супроводжував арктичні конвої.
За проявлену мужність та стійкість у боях бойовий корабель заохочений трьома бойовими відзнаками.

## Історія служби
Наприкінці листопада 1944 року шлюп «Лепвінг» входив до ескортних сил конвою JW 62, що прямував з Лох Ю до північних портів Радянського Союзу. Ближній ескорт разом з ним утворювали шлюпи «Сігнет», «Ларк», фрегати «Монноу», «Нін», «Порт-Колборн», «Сент-Джон», «Тейві», «Штормон», «Багамас», «Сомаліленд», «Тортола» і корвети «Еглантін», «Елінгтон Касл», «Бамбург Касл» і «Тюнсберг Касл».
У другій половині дня 20 березня 1945 року U-968 атакував на вході до Кольської затоки конвой JW 65 і повідомив про затоплення есмінця та судна класу «Ліберті», а ще одне судно «Ліберті» було пошкоджено. Насправді німецькому підводному човну вдалося потопити шлюп «Лепвінг» 7-ї ескортної групи та судно класу «Ліберті» Thomas Donaldson. Тих, хто вижив на шлюпі, врятував есмінець «Савідж».
О 10:14 20 березня 1945 року U-716 атакував той самий конвой і повідомив про затоплення есмінця типу «Грозний», але підводний човен, ймовірно, атакував та не влучив у «Лепвінг».